# Paranaesthetis metallica
Paranaesthetis metallica là một loài bọ cánh cứng trong họ Cerambycidae.